# Szilágyi László (horogszegi)
Horogszegi Szilágyi László (14. század második fele – 1429. augusztus 27. után) magyar nemes, szreberniki várnagy, bácsi főispán, Zsigmond magyar király hűbérese. bernolchi Szilágyi Miklós fia, valamint Szilágyi Gergely szarvaskői várnagy és baxai-vérvölgyi id. Szilágyi Mihály testvére. Lánya Szilágyi Erzsébet, Hunyadi László és Hunyadi Mátyás édesanyja.

## Élete
Bernolchi Szilágyi László 1370 táján születhetett Loránd fia: Szilágyi Miklós fiaként, a Szilágy-patak mentén, Alsóbaksán és Nagydobán nemesi birtokrészben. Jogi tanulmányokat végzett és magiszteri címet szerzett (Fraknói Vilmos szerint valószínűleg az I. Lajos magyar király által alapított pécsi középkori egyetemen). Szolgálatot vállalt Maróti Jánosnál, aki 1397 óta a macsói bán címet viselte. 1402-ben László sereget vezetett Szlavóniába, amikor Nápolyi László betört Magyarországra, és Zsigmond királyt meg akarta fosztani a trónjától. Szilágyi a király mellett volt a hadjáratban és a győzedelmekben, amiért az kitüntette és Czobor János bodrogmegyei birtokait: Halmos, Jánosi és Szentmihályi helységeket neki adományozta.
1405. május első napján Szilágyi László már Bács megye főispánja, amikor korábbi birtokszerzése kapcsán osztályos atyafiaivá fogadja rokonait majd Boszniába indult Maróti János seregeivel, Zsigmond király parancsára, a nápolyi párttal szövetkezett Tvrtko bosnyák király ellen. Megvívjak Branics várát és ostrom alá vették az ezüst banyákat őrző Szrebernik várát de miután elfoglalták, a bosnyákok visszavágásától tartva, Maróti az erődítmény várnagyaivá nevezte Szilágyi Lászlót és rokonát Garazda Miklóst. A helyzet 1407 nyaráig tartott, amikor Zsigmond személyesen vezetett sereget Boszniába.
Itt szerzett érdemeikért, 1407.12.09-én Zsigmond király, az erdélyi Szent-Imre és Balázsfalva helységeket adományozta nekik Ezen adományt követően 1408.12.21-én Zsigmond a Szilágyi család Nógrád és Heves megyei birtokaiért cserébe, a Hollósvár szomszédságában fekvő temesmegyei Horogszeget adományozza nekik. Garazda Miklós és Szilágyi László ettől kezdve használták a  horogszegi előnevet. 1408-ban a bosnyák hadjárat befejeztével Szilágyi visszatért Bács megyébe főispáni székhelyére. 1409.02.24.-én Zsigmond király címeres levelet adományoz Szilágyi László és Garázda Miklós számára. 1410 májusától szeptemberig az oklevelekben először említett nejének Balyeni Mihály fia István lányának Katalinnak, a birtokai védelmében perrel támadja meg a Katalint kisemmizni szándékozó rokonát Kerezthwr-i Gergely fia János fia Lászlót sikerrel. 1411.12.15-én László és családjának kezére jutott Halmos, Jánosi és Szentmihályi helységek 2/3 -át a király új adományként tovább adja Bya -i Pethew fia: István fiának: Berthok-nak. Kicsit később egy tisztázatlan viszálykodásról is vallanak az oklevelek, ahol László mint Losonch-i László bán fia: Dénes familiárisaként van megnevezve. 1424.10.27-én Szilágyi László és Keresztúri István kiegyeznek Tapson-i Miklóssal a Bodogazonteleke, Zenthmihal és Daal (Bács m.) birtokaikban okozott károk pénzbeli megtérítésében. Egy 1429.08.27-én kelt és talán utolsó oklevél Szilágyi Lászlót még életben találja, amikor határvitába keveredik a Hollos-i és Kunszőllős-i kunokkal, a Horogszeg és mindkét Posáros, illetve a kunok birtokai között húzódó határ ügyében. Annyi bizonyos, hogy 1438-ban már néhaiként emliti egy még forditást nem látott oklevél, melyben gyermekei szerepelnek név szerint ifj. László, Mihály, Ozsvát, Erzsébet már Hunyadi Jánosné, valamint Zsófia és Orsolya, mint hajadon lányai. Életének utolsó évtizedéről, haláláról nincsenek forrásadatok, melyek ránk maradhattak volna, talán csak egy kis töredék, amit Orbán Balázs jegyzet fel és ennek ellenőrzése mind a mai napig várat magára, de ahogy a Székelyföld leírója is érdemesnek tartotta, mint megmentendőt, igy mi is tovább adhatjuk: "...Meglehet azonban, hogy az a templom sekrestyéjében, vagy a torony alsó osztályában van több más síremlékekkel elrejtve, mert miként egy 90 éves öreg polgár* beszéli, ezen helyeken sok régi sírkő van, melyeknek bejárata 1793-ban kormányszéki rendeletből befalaztatott, s azóta kibontva nem volt. ...Ugyanezen öreg beszéli, ...hogy még akkor (1793-ban) megvolt a (Marosvásárhelyi) templomban Szilágyi Mihálynak (lásd: Lászlónak) egy díszes emlék zászloja. Ez a Szilágyi Mihály pedig a miként ő nagyatyjától hallotta a nagy Szilágyi Mihálynak, Mátyás király nagybátyjának apja volt (tudjuk, hogy a kormányzó Mihály apjaként csak Lászlóra gondolhatunk), ki sokáig lakott Vásárhelyt. Ő ültette volna a kishegyi szőlőt is, melyet még a múlt század végén is Szilágyi-szőlőnek neveztek nem csak, hanem hogy ez a Szilágyi Mihály (lásd: László) Vásárhelytt halt volna is el, s oda a templomba – hol emlékzászlója csüngött – lenne eltemetve. Mindezek az én kedves öregem által elbeszélt dolgok, melyeknek történeti biztosságot nem tulajdoníthatok ugyan, de a melyeket mint kiveszendőbe indult hagyományokat s mint azon befalazott helyeken rejtőzhető emlékekhez utat nyitható intést ide feljegyezve, megmentendőnek hittem."

### Házassága és leszármazottai
Házasságának pontos dátuma nem ismert, de valahol az 1390 és az első 1410-es okleveles említés közé tehető, amikor feleségül vette Bellyen Balyeni Mihály fia István leányát Balyeni Katalint, aki korán árva lett és akinek nem voltak fiútestvérei. Szilágyi László 1410-ben próbálta a 9 családi birtokát visszaszerezni, amiket Katalin egyik rokona, Keresztúri László ragadott magához. Ezért 1410 tavaszán letiltó rendeletet eszközölt ki és Simon bácsi kanonokot küldte Keresztúrihoz, aki erőszakosan reagált, széttépte a dokumentumot és kivont karddal támadt rá a papra. Szilágyi vádat emelt Keresztúri ellen Rozgonyi Simon országbíró előtt és a végén a birtokok harmad része a nejének jutott. Ezen birtokügyön kívül semmi mást nem tudunk házastársáról.
Szilágyi László és Balyeni Katalin házasságából hat ismerhető gyermek származott, három fiú és három leány:
- Horogszegi Szilágyi Mihály, a magyar királyság kormányzója
- Horogszegi ifj. Szilágyi László
- Horogszegi Szilágyi Ozsvát, temesi alispán
- Horogszegi Szilágyi Erzsébet, Hunyadi János erdélyi kun származású Vajk kenéz fiának felesége, I. Mátyás magyar király édesanyja
- Horogszegi Szilágyi Zsófia, vingárti Geréb Jánosné
- Horogszegi Szilágyi Orsolya, Rozgonyi Jánosné, majd Désházy Kelemenné

## Bibliográfia
- Fraknói Vilmos: Szilágyi Mihály, Mátyás király nagybátyja (Budapest, 1913)